# Atherinidae
Los tinícalos (Atherinidae) es una familia de peces marinos y de río incluida en el orden Atheriniformes. Se distribuyen tanto por aguas templadas como tropicales, la mayoría son especies de río que se alimentan de zooplancton.
Tienen dos aletas dorsales ampliamente separadas, la primera con espinas flexibles y la segunda con una espina seguida de radios blandos al igual que la aleta anal, las aletas pectorales situadas en posición alta en el cuerpo. Boca pequeña y terminal, no presentando línea lateral pero sí una banda lateral amplia de color plateado (que se vuelve oscura en especímenes preservados),

## Géneros
Se reconocen los siguientes géneros agrupados en cuatro subfamilias:
- Subfamilia Atherininae:
  - Atherina (Linnaeus, 1758) (5 especies)
  - Atherinason (Whitley, 1934) (monotípico)
  - Atherinosoma (Castelnau, 1872) (2 especies)
  - Kestratherina (Pavlov, Ivantsoff, Last & Crowley, 1988) (2 especies)
  - Leptatherina (Pavlov, Ivantsoff, Last & Crowley, 1988) (2 especies)
- Subfamilia Atherinomorinae:
  - Alepidomus (Hubbs, 1944) (monotípico)
  - Atherinomorus (Fowler, 1903) (11 especies)
  - Atherion  (3 especies)
  - Hypoatherina (Schultz, 1948) (13 especies)
  - Stenatherina (Schultz, 1948) (monotípico)
  - Teramulus (Smith, 1965) (2 especies)
- Subfamilia Bleheratherininae:
  - Bleheratherina (monotípico)
- Subfamilia Craterocephalinae:
  - Craterocephalus (McCulloch, 1912) (25 especies)
  - Sashatherina (monotípico)